# Pandoravenator
Pandoravenator fernandezorum is een vleesetende theropode dinosauriër, behorend tot de Tetanurae, die tijdens het late Jura leefde in het gebied van het huidige Argentinië.

## Vondst en naamgeving
Twaalf kilometer ten noorden van het dorp Cerro Cóndor werd aan de westoever van de Río Chubut een vindplaats van fossielen ontdekt die zoveel beenderen heeft opgeleverd dat zij de Caja de Pandora, de "Doos van Pandora", werd gedoopt. In 2002 vond de Duitse paleontoloog Oliver Walter Mischa Rauhut samen met een team van het Museo Paleontológico Egidio Feruglio twee achterste staartwervels die nog aan hun chevrons vastzaten. De botten lagen aan het oppervlak van de bodem van een kloof en het was duidelijk dat ze uit de rotswand gespoeld moesten zijn, waar zich vijf meter hoger een fossielhoudende laag zandsteen bevindt. Intensief onderzoek de volgende dag trof nog wat wervelfragmenten aan maar het lukte niet de positie in de wand vast te stellen waar de rest van het skelet aan het eroderen was. Januari 2009 vond Rauhut op de bodem op een oppervlakte van twee vierkante meter delen van de achterpoten die intussen naar beneden gegleden waren maar nog steeds kon hij het skelet zelf niet vinden. In 2017 trof collega Diego Pol een enkelgewricht en teenkootjes aan. Die bleken zo afwijkend dat besloten werd een nieuwe soort te benoemen.
In 2017 benoemden en beschreven Rauhut en Pol de typesoort Pandoravenator fernandezorum. De geslachtsnaam verbindt een verwijzing naar de Caja de Pandora met het Latijnse venator, "jager". De soortaanduiding eert de familie Fernández, de grondeigenaren, met name Daniel Fernández, wijlen Victoriano Fernández en de dochters en zonen van de laatste, vooral Abel Fernández, die samen over een periode van twintig jaar het onderzoek steeds hebben ondersteund.
De botten werden gevonden over een oppervlakte van zes bij acht meter. Hoewel men aannam dat ze alle tot één individu toebehoorden dat het inventarisnummer MPEF PV 1773 kreeg, werden voorzichtigheidshalve alleen de meeste delen van de achterpoten als holotype aangewezen met de ondernummers MPEF PV 1773-3 tot 18, 27, 28. De overige botten uit de reeks MPEF PV 1773-1 tot 37 werden aan de soort toegewezen. Ze zijn dus niet eens paratypen. Het holotype is gevonden in een laag van de Cañadón Calcáreo-formatie die dateert uit het Oxfordien-Kimmeridgien, ruwweg 157 miljoen jaar oud. Het bestaat uit een gedeeltelijk skelet zonder schedel. Van de achterpoten zijn bewaardgebleven een stuk van bovenste schacht van het linkerscheenbeen, de beenderen rond het rechterkniegewricht, de beenderen boven het rechterenkelgewricht, het onderste vierde rechtertarsale, de bovenkant van het vierde rechtermiddenvoetsbeen, het derde en vierde linkertarsale, de bovenkanten van het tweede, derde en vierde middenvoetsbeen, de onderkanten van het tweede, derde en vierde rechtermiddenvoetsbeen, de bovenkanten van de eerste kootjes van de tweede en vierde rechterteen, de eerste rechtervoetklauw, de onderkanten van het tweede en derde linkermiddenvoetsbeen, stukken van vijf teenkootjes, een voetklauw en een schacht van een niet te identificeren lang bot, wellicht een kuitbeen. Het toegewezen materiaal omvat zes middelste en achterste staartwervels, het linkerschoudergewricht, de onderkant van een linkeropperarmbeen, de onderkant van een linkerscheenbeen verbonden aan een stuk sprongbeen, en twee stukken van teenkootjes.

## Beschrijving
Gezien het fragmentarische karakter van het materiaal is het lastig gebleken een precieze schatting van de lengte te geven. Het gaat om een kleine tot middelgrote theropode, dus enkele meters lang.
De beschrijvers wisten enkele onderscheidende kenmerken vast te stellen. Het gaat om autapomorfieën, unieke afgeleide eigenschappen. Het sprongbeen heeft aan de buitenzijde, aangrenzend met het raakvlak met het hielbeen, twee bultjes aan de voorste onderkant. Bij het sprongbeen is de voorkant van het hoofdlichaam van het ondervlak gescheiden door een voorste dwarsgroeve. De opgaande tak van het sprongbeen heeft een dwarsrichel maar is erg laag met slechts een derde van de hoogte van het hoofdlichaam, terwijl het profiel in vooraanzicht driehoekig is en de tak schuin naar buiten helt. De middenvoet benadert de arctometatarsale toestand doordat de schacht van het derde middenvoetsbeen sterk toegeknepen wordt door de schachten van het tweede en vierde middenvoetsbeen, maar verschilt daarvan doordat juist het bovenvlak niet toegeknepen is.
Het toegewezen materiaal toont een eigen autapomorfie. Bij de achterste staartwervels zijn de achterste gewrichtsuitsteeksels zo langgerekt dat ze de helft van het achterliggende wervellichaam overlappen.
De rekking van de staartwervels wijst op een lange slanke staart. De verlengde gewrichtsuitsteeksels wijzen op een verstijving van de staart.

## Fylogenie
Pandoravenator werd zeer basaal in de Tetanurae geplaatst. De enkel zou volgens Rauhut een bouw hebben die ligt tussen de meer oorspronkelijke morfologie, die de Ceratosauria bewaard hebben, en die van meer afgeleide tetanuren. De onderkant van het scheenbeen is namelijk breed en driehoekig, met een schuine richel over de helft van de breedte, net als bij Ceratosaurus. Overeenkomstig is de opgaande tak van het sprongbeen laag en driehoekig. De onderste gewrichtsknobbels van het sprongbeen echter overlappen de onderrand van het scheenbeen zodanig dat ze schuin naar voren en beneden gericht zijn, een typisch tetanuur kenmerk.